# Gergely Bobál
Gergely Bobál (Pásztó, 31 agosto 1995) è un calciatore ungherese, attaccante dell'Ajka.

## Biografia
Ha un fratello gemello, Dávid, anch'egli calciatore con il quale ha militato insieme più volte nella propria carriera.

## Caratteristiche tecniche
Punta centrale dalle notevoli qualità tecniche e dall'ottima resistenza nella corsa

## Carriera

### Club

#### Gli inizi
Muove i primi passi nel Salgótarján club del suo vicino paese natio, trovando successivamente il fratello. nel 2007 approda al Vasas, dove resterà fino al 2010, anno del trasferimento alla Honvéd. Qui nel giro di due anni, il 6 maggio 2012 riesce ad esordire diciassettenne in prima squadra in occasione del match terminato 0-0 contro il Kaposvár. La stagione seguente sotto la guida del mister Marco Rossi si alterna tra prima dove riesce a raccogliere cinque presenze e seconda squadra con la quale gioca anche il Torneo di Viareggio 2013 divenendone il primo capocannoniere ungherese della storia del torneo con 5 reti in tre partite, il campionato successivo lo vede promosso a tempo pieno in prima squadra ma causa la agguerrita concorrenza nel reparto offensivo con i vari Bonazzoli, Vernes e Souleymane Youla riesce ad ottenere solo quattro presenze nella stagione 2013-2014 e sei presenze in quella successiva giocando titolare solo nelle varie coppe con le quali riesce a mettere a segno ben cinque gol.

#### Prestiti e successive esperienze
prima di passare a gennaio del 2015 in prestito al Gyirmót militante in NBII la seconda serie del calcio magiaro per fargli fare minutaggio ed esperienza l'esordio arriva il 21 febbraio in occasione dello 0-0 casalingo contro il Vasas mentre per il primo gol bisogna attendere la ventesima giornata di campionato contro il Békéscsaba risultando decisivo a segnare il gol del 2-2 all'84 minuto. A fine stagione dopo 6 reti in quattordici presenze ritorna alla Honvéd che decide di girarlo nuovamente in prestito questa volta in Germania nella squadra B del Wolfsburg con la quale nel corso della stagione sarà titolare inamovibile chiudendo il campionato con 10 reti in ventotto partite giocate risultando la stagione più prolifica per il giocatore, al termine del campionato Wolfsburg e Honvéd per questioni economiche non riescono a trovare l'accordo per far rimanere il giovane in Germania e così ritorna nuovamente alla base iniziando il campionato con la squadra di Kispest scendendo in campo in due occasioni con la prima squadra rispettivamente contro Diósgyőr e la sua ex squadra il Gyirmót ed una volta con la seconda squadra nella quale segna una doppietta, prima di essere girato ancora una volta in prestito all'ultimo giorno di mercato alla formazione del Zalaegerszeg militante nella seconda serie del calcio ungherese dove fa il suo esordio l'11 settembre 2016 in occasione della ottava giornata di campionato nella sconfitta interna maturata per 1-0 ai danni del Budaörs, segnando il suo primo gol sette giorni dopo risultando decisivo a segnare il gol vittoria del definitivo 3-2 contro sullo Szolnok. Al termine della stagione conquista il settimo posto finale in campionato segnando 13 gol in 28 partite diventando la migliore annata personale, scaduto il prestito rientra all'Honvéd diventata nel frattempo campione d'Ungheria in carica che per mancanza di posti all'interno della prima squadra lo sposta nella squadra riserve. Dopo 5 presenze ed una rete, il 14 febbraio 2018 si trasferisce a titolo definitivo al Csákvár club militante nella seconda divisione magiara. Nel corso del campionato si dimostra uno degli attaccanti più forti della divisione facendo segnare in due occasioni due triplette rispettivamente contro Gyori ETO e Szeged ottenendo una tranquilla salvezza a metà classifica. dopo si trasferisce nuovamente al Zalaegerszeg con il quale già nella giornata di esordio va a segno realizzando una doppietta ai danni del Gyori ETO, al termine della stagione con 16 partite e 9 reti contribuisce la propria squadra alla conquista del campionato. Nella stagione successiva ritrova il fratello Dàvid, in occasione della partita vinta per 2-0 sul Puskás Akadémia fa segnare anche un particolare e curioso record, infatti tutte e due le reti servite per la vittoria sono state siglate entrambe dai fratelli Bobál. Al termine della stagione 2019-20 firma un contratto con i portoghesi del Nacional militanti in massima serie, nel corso del campionato verrà impiegato scarsamente limitandosi a due presenze stagionali tutte da subentrato giocando scampoli di partita. Rescisso il contratto con il club portoghese ritorna in patria dopo solo una stagione accasandosi al Vasas militante in seconda serie magiara. Pur vincendo il campionato non riesce a dimostrarsi un valido giocatore sotto il profilo realizzativo, segnando un solo gol contro il Békéscsaba in 18 presenze, così la stagione seguente dopo aver cominciato con il Vasas, va in prestito al Mezőkövesd-Zsóry, ritrovando come compagno di squadra Riccardo Piscitelli già insieme ai tempi del Nacional in Portogallo, oltre che per l'ennesima volta in carriera ancora il fratello Dávid, dopo solo un'annata in cui delude le aspettative non viene riscattato, tornando al Vasas fuori rosa. Il 3 settembre 2023  torna dopo cinque anni all'Honvéd nel frattempo retrocessa in NBII tra il clamore dei tifosi che hanno sempre conservato di lui un ottimo ricordo. Alla quarta partita giocata, la prima da titolare segna la sua prima rete in campionato con la maglia rossonera, prima di uscire al minuto 66' per far spazio a Bertalan Bocskay, aiutando la squadra al successo finale per 3-1 sul Mosonmagyaróvár. Al termine della stagione in cui raccoglie 22 presenze con 6 gol, a causa di dissidi con l'allenatore Aurél Csertői si trasferisce all'Ajka rimanendo sempre in seconda divisione.

### Nazionale
Inizia la trafila con la Nazionale ungherese nel 2009 con l'Under-15 disputando cinque partite e segnando ben cinque gol, nel 2010 è chiamato dall'Under-16 dove rimane fino al 2011 segnando su 10 partite disputate cinque reti prima di essere convocato con l'Under-17. Con la quale in due anni rimanendovi fino al 2012 diventa un punto fermo del reparto offensivo offrendo prestazioni stellari scendendo in campo in 11 occasioni segnando addirittura tredici reti, che gli valgono l'interesse da importanti club europei e la chiamata per la nazionale Under-18 dove segna quattro reti in 9 partite prima di alternarsi con l'Under-19 facendo ancora meglio della precedente segnando quattro reti in sei presenze. Dal 2014 fa parte sia dell'Under-20 dove ha all'attivo tre presenze dove disputa il mondiale Under-20 2015 in Nuova Zelanda, che dell'Under-21 dove ha all'attivo una partita.
Il 13 dicembre 2015 viene chiamato in nazionale maggiore dal ct Bernd Storck per uno stage con i migliori giovani ungheresi in vista dell'europeo 2016.

## Statistiche

### Presenze e reti nei club
Statistiche aggiornate al 29 maggio 2017.
| Stagione            | Squadra             | Campionato          | Campionato | Campionato | Coppe nazionali | Coppe nazionali | Coppe nazionali | Coppe continentali | Coppe continentali | Coppe continentali | Altre coppe | Altre coppe | Altre coppe | Totale | Totale |
| Stagione            | Squadra             | Comp                | Pres       | Reti       | Comp            | Pres            | Reti            | Comp               | Pres               | Reti               | Comp        | Pres        | Reti        | Pres   | Reti   |
| ------------------- | ------------------- | ------------------- | ---------- | ---------- | --------------- | --------------- | --------------- | ------------------ | ------------------ | ------------------ | ----------- | ----------- | ----------- | ------ | ------ |
| 2011-2012           | Honvéd              | NBI                 | 1          | 0          | MK+MLK          | -               | -               | -                  | -                  | -                  | -           | -           | -           | 1      | 0      |
| 2012-2013           | Honvéd              | NBI                 | 5          | 0          | MK+MLK          | 0+1             | 0               | UEL                | 0                  | 0                  | -           | -           | -           | 6      | 0      |
| mar.-mag. 2013      | Honvéd II           | NBII                | 9          | 4          | -               | -               | -               | -                  | -                  | -                  | -           | -           | -           | 9      | 4      |
| 2013-2014           | Honvéd              | NBI                 | 4          | 0          | MK+MLK          | 0+3             | 0               | UEL                | 0                  | 0                  | -           | -           | -           | 7      | 0      |
| 2014-gen. 2015      | Honvéd              | NBI                 | 6          | 0          | MK+MLK          | 3+4             | 0+5             | -                  | -                  | -                  | -           | -           | -           | 13     | 5      |
| gen.-giu. 2015      | Gyirmót             | NBII                | 14         | 6          | MK+MLK          | 1+0             | 0+0             | -                  | -                  | -                  | -           | -           | -           | 14     | 6      |
| 2015-2016           | Wolfsburg           | RN                  | 28         | 10         | -               | -               | -               | -                  | -                  | -                  | -           | -           | -           | 28     | 10     |
| lug.-ago. 2016      | Honvéd II           | NBIII               | 1          | 2          | -               | -               | -               | -                  | -                  | -                  | -           | -           | -           | 1      | 2      |
| lug.-ago. 2016      | Honvéd              | NBI                 | 2          | 0          | MK              | -               | -               | -                  | -                  | -                  | -           | -           | -           | 2      | 0      |
| ago. 2016-2017      | Zalaegerszeg        | NBII                | 28         | 13         | MK              | 2               | 2               | -                  | -                  | -                  | -           | -           | -           | 30     | 15     |
| 2017-feb. 2018      | Honvéd II           | NBIII               | 5          | 1          | -               | -               | -               | -                  | -                  | -                  | -           | -           | -           | 5      | 1      |
| Totale Honvéd II    | Totale Honvéd II    | Totale Honvéd II    | 15         | 7          |                 | -               | -               |                    | -                  | -                  |             | -           | -           | 15     | 7      |
| feb.-giu. 2018      | Csákvár             | NBII                | 17         | 9          | MK              | -               | -               | -                  | -                  | -                  | -           | -           | -           | 17     | 9      |
| 2018-feb. 2019      | Csákvár             | NBII                | 20         | 8          | MK              | 2               | 0               | -                  | -                  | -                  | -           | -           | -           | 22     | 8      |
| Totale Csákvár      | Totale Csákvár      | Totale Csákvár      | 37         | 17         |                 | 2               | 0               |                    | -                  | -                  |             | -           | -           | 39     | 17     |
| feb.-giu. 2019      | Zalaegerszeg        | NBII                | 16         | 9          | MK              | -               | -               | -                  | -                  | -                  | -           | -           | -           | 16     | 9      |
| 2019-2020           | Zalaegerszeg        | NBI                 | 29         | 10         | MK              | 2               | 1               | -                  | -                  | -                  | -           | -           | -           | 31     | 11     |
| Totale Zalaegerszeg | Totale Zalaegerszeg | Totale Zalaegerszeg | 73         | 32         |                 | 4               | 3               |                    | -                  | -                  |             | -           | -           | 77     | 35     |
| 2020-2021           | Nacional            | PL                  | 2          | 0          | CP+CdL          | 1+0             | 0+0             |                    | -                  | -                  |             | -           | -           | 3      | 0      |
| 2021-2022           | Vasas               | NBII                | 18         | 1          | MK              | 2               | 0               |                    | -                  | -                  |             | -           | -           | 20     | 1      |
| lug.-ago. 2022      | Vasas               | NBI                 | 1          | 0          | MK              | -               | -               | -                  | -                  | -                  | -           | -           | -           | 1      | 0      |
| Totale Vasas        | Totale Vasas        | Totale Vasas        | 19         | 1          |                 | 2               | 0               |                    | -                  | -                  |             | -           | -           | 21     | 1      |
| ago. 2022-2023      | Mezőkövesd-Zsóry    | NBI                 | 14         | 1          | MK              | 4               | 1               |                    | -                  | -                  |             | -           | -           | 18     | 2      |
| 2023-2024           | Honvéd              | NBII                | 22         | 6          | MK              | 2               | 1               |                    | -                  | -                  |             | -           | -           | 24     | 7      |
| Totale Honvéd       | Totale Honvéd       | Totale Honvéd       | 40         | 6          |                 | 13              | 6               |                    | 0                  | 0                  |             | -           | -           | 53     | 12     |
| 2024-2025           | Ajka                | NBII                | 12         | 2          | MK              | 1               | 1               |                    | -                  | -                  |             | -           | -           | 13     | 3      |
| Totale carriera     | Totale carriera     | Totale carriera     | 255        | 82         |                 | 29              | 11              |                    | 0                  | 0                  |             | -           | -           | 284    | 93     |

## Palmarès

### Club

#### Competizioni nazionali
- Nemzeti Bajnokság II: 2

Zalaegerszeg: 2018-2019
Vasas: 2021-2022

### Individuale
- Capocannoniere del Torneo di Viareggio: 1

2013 (5 gol)